# Mapas do Windows
O Mapas dos Windows, e seu predecessor Mapas, são softwares clientes de mapeamento da Web para o serviço Bing Maps. O aplicativo Mapas está incluído no Windows 8 e no Windows 8.1, enquanto o Windows Maps está incluído no Windows 10 e está disponível para o Xbox One.